# 陳揆 (成化進士)
陳揆（1441年—？年），字季同，四川重慶府合州銅梁縣人，明朝政治人物。

## 生平
成化五年（1469年）己丑科進士。歷官雲南府知府，升貴州按察司副使。

## 家族
曾祖陳志賢，贈右副都御史；祖陳瑀，封右副都御史；父陳价，右副都御史；母馮氏（封淑人）。